# 음력 3월 10일
음력 3월 10일은 음력 3월의 10번째 날이다.

## 사건
- 1893년 - 충청북도 보은군에서 첫 동학 집회가 열리다.
- 1919년 - 대한민국 임시의정원 개원.

## 문화
- 1911년 - 천주교 대구대목구 설정.
- 1994년 - 한국케이블TV방송협회 설립.
- 2004년 - 광주 도시철도 1호선 녹동 ~ 상무 구간 개통.
- 2006년 - 자유민주연합이 한나라당에 의해 흡수됨.

## 탄생
- 1905년 - 대한민국의 독립운동가 김산.
- 1953년 - 대한민국의 바둑인, 정치인 조훈현.
- 1956년 - 대한민국의 배우 윤갑수.
- 1988년
  - 중국의 바둑 기사 퍄오원야오.
  - 잉글랜드의 배우 조너선 베일리.
- 1989년 - 대한민국의 축구 선수 심서연.
- 1990년
  - 일본의 배우 미우라 하루마. (~2020년)
  - 대한민국의 배우 김정현.
- 1991년 - 대한민국의 배우 이슬비.

- 1993년
  - 대한민국의 배우 노영학.
  - 대한민국의 배우 김가란.
  - 일본의 가수 오카모토 게이토 (Hey! Say! JUMP).
  - 대한민국의 야구 선수 변시원.
  - 대한민국의 프로게이머 장윤철.
- 1994년 - 대한민국의 가수 지훈 (네버마인드).
- 1995년 - 대한민국의 배우 김다미.
- 1997년 - 대한민국의 가수 다원 (우주소녀).

## 사망
- 1864년 - 천도교의 창시자 최제우.

## 같이 보기
- 음력 360일: 1월 2월 3월 4월 5월 6월 7월 8월 9월 10월 11월 12월
- 전날:3월 9일 다음날:3월 11일 - 전달:2월 10일 다음달:4월 10일
- 양력:3월 10일
- 음력, 윤달